# 納爾森 (喬治亞州)
納爾森（英語：Nelson）是一個位於美國喬治亞州切羅基縣和皮肯斯縣的城市。

## 地理
納爾森的座標為34°22′54″N 84°22′17″W / 34.38167°N 84.37139°W，而該地的平均海拔高度為377米（即1237英尺）。

## 人口
根據2010年美國人口普查的數據，納爾森的面積為3.77平方千米，當中陸地面積為3.75平方千米，而水域面積為0.02平方千米。當地共有人口1314人，而人口密度為每平方千米348人。